# 오스트리아의 역사

오스트리아의 역사적 상징인 적백적 문장(紋章)

오스트리아의 역사는 구석기 시대의 최초의 정착부터 시작하여 현대에 이른다. 996년 "오스타리치(Ostarrichi)"라는 이름으로 최초로 언급된 이 땅은, 처음에는 바이에른 공국의 국경지구에 속했다가 1156년부터 1806년까지는 (대)공국으로서 신성 로마 제국의 독립적 구성국가가 되었다. "오스트리아 왕가"(Haus Österreich)라 불리며 광대한 꿈의 지배권을 얻었던 합스부르크 왕가 하에서, 수 세기 동안 오스트리아는 신성 로마 제국의 황제를 배출했다. 1804년 선언된 오스트리아 제국(당시 헝가리와 보헤미아까지 포괄)은 제국의 서쪽 부분이 1815년부터 1866년까지 독일 연방의 일부였고, 1867년부터는 그때부터 독립국가가 된 헝가리 왕국과 함께 오스트리아-헝가리 이중 왕조를 구성했다. 제1차 세계 대전으로 제국이 산산조각난 이후인 1918년부터 1921년 오스트리아는 오늘날의 국경선을 형성하게 된다. 1938년 나치 정권은 오스트리아를 독일국(Deutsches Reich)에 편입시켰다. 오스트리아는 1945년부터 다시 독립국, 1955년부터는 주권을 회복한 공화국이 되었고, 1995년엔 유럽 연합에 가입했다.

## 선사시대와 고대

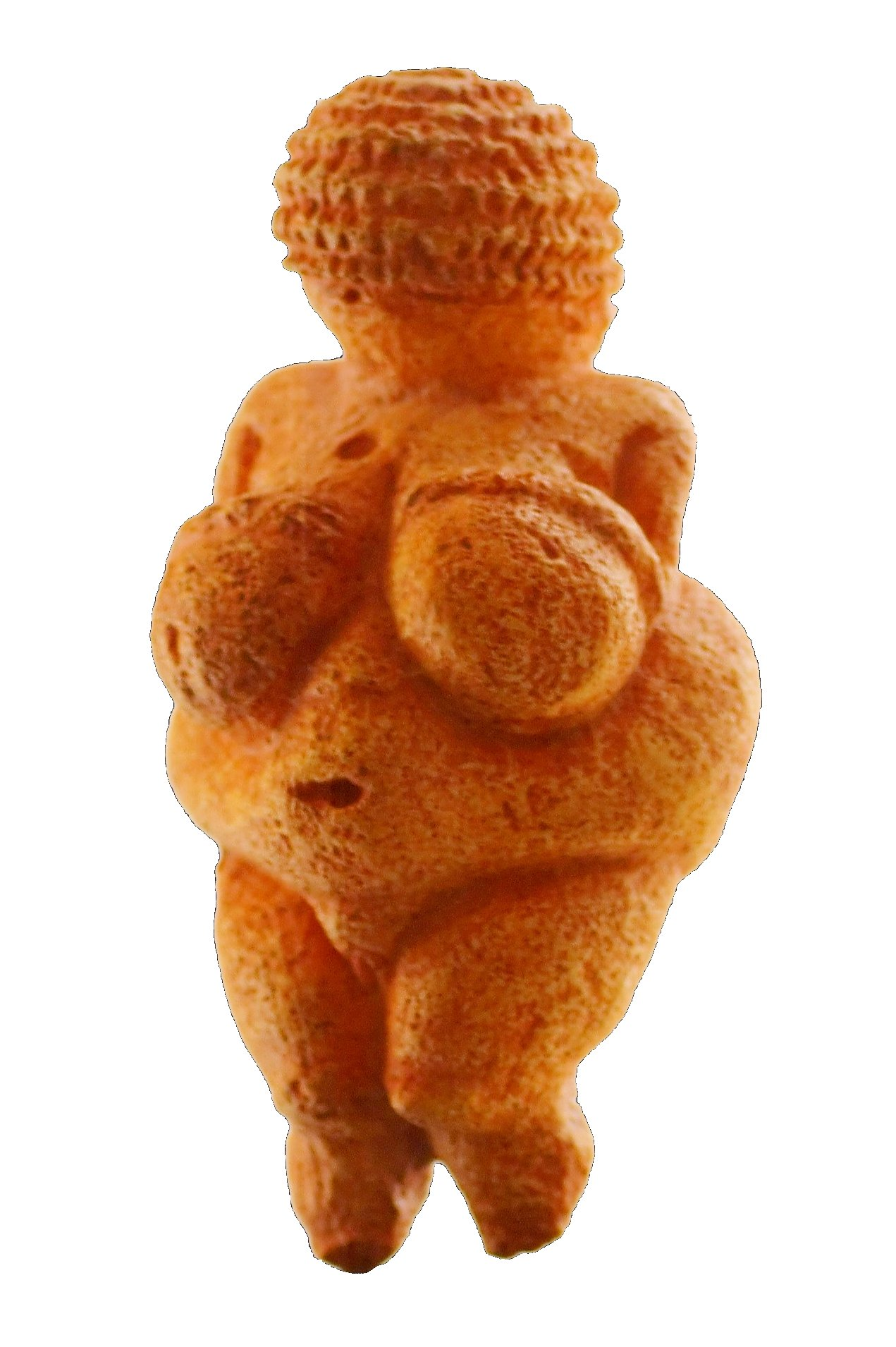
빌렌도르프의 비너스 (빈 자연사 박물관)

### 노리쿰
선사 시대부터 교통의 요지로서 여러 민족의 이동이 많았다. 기원전 8세기 무렵부터 할슈타트 문화의 중심이 되어 정착한 켈트인이 기원전 2세기에는 노리쿰 왕국을 세웠다.

### 로마의 지배
기원 전후 로마인도 다뉴브강 남쪽 연안에 이르러 노리쿰을 속주로 편입시켰고 뒤늦게 빈도보나(지금의 빈)를 건설하였다. 게르만족도 1세기에 이 지방으로 진출했다. 로마 제국은 그 대응책에 고심하면서 4세기 기독교를 전파했다. 훈족의 서진(西進)으로 435∼453년 아틸라의 지배를 받았으나, 그가 죽자 게르만부족들의 재편성과 자립화가 진행됐다. 그러나 동방으로부터 슬라브족을 동반한 아바르족이 진출하였고, 5세기 말 로마인이 철수했다.

## 중세

### 신성 로마 제국

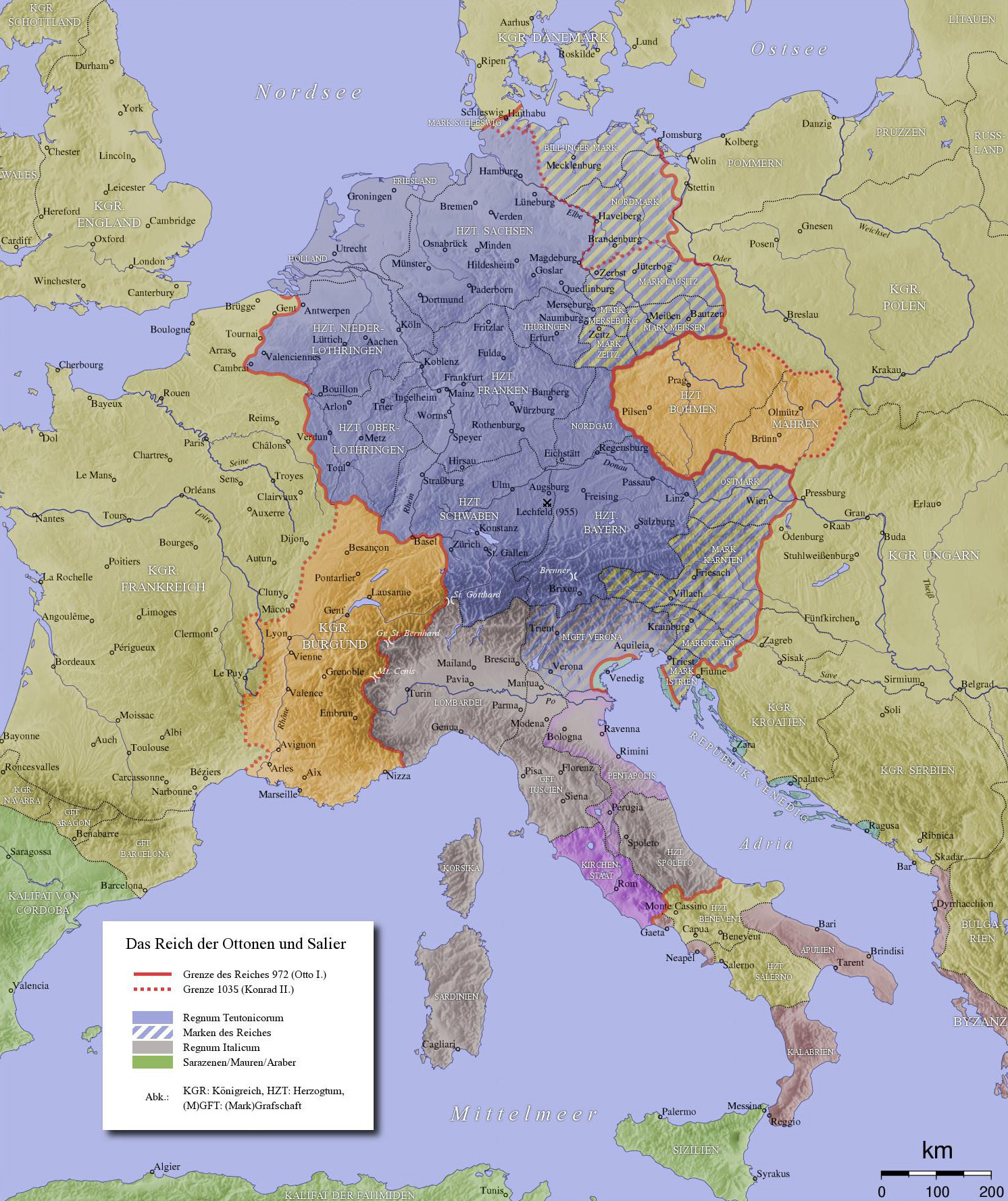
10세기 경의 신성 로마 제국

서쪽에서 5세기 후반 이래 왕국을 형성하고 있던 프랑크족은 6세기 로마 교회와 손을 잡고 점차 남동쪽으로도 진출하여 카롤링거 왕조의 카롤루스 대제(재위 768∼814) 영도 아래 8세기 말 바이에른을 복속시키고 다시 동진하여 791∼796년 아바르족을 괴멸시켜 여기에 오스트마르크를 설치했다. 9세기 말부터 서진을 시작한 마자르인은 10세기에 이곳으로 진출하였다. 카롤링거 왕조가 단절된 뒤 동프랑크 왕국을 계승한 작센왕조 오토 1세(재위 936∼973)는 955년 마자르인을 격파하고 오스트마르크를 재건, 962년 신성 로마 제국이 탄생하였다.

### 오토 2세
사촌인 바이에른공과 싸워 이겨 황제가 된 오토 2세(재위 961∼983)는 976년 바이에른으로부터 오스트마르크(Ostmark, 오스트리아 변경백국)를 분리시켜 변경백(邊境伯)의 영지로 삼아 이것을 바벤베르크가에게 하사했다. 바벤베르크의 군주들은 동방식민을 추진해서 경제발전을 꾀하였고, 서임권을 둘러싼 황제와 교황의 분쟁을 이용해 세습을 관행화하였으며, 슈타우펜가와 벨프가의 분쟁에서도 프리드리히 1세(재위 1152∼90)로부터 1156년 세습공령으로의 승격을 획득했고, 아울러 영역 내에서의 재판권을 인정받았다. 1192년 슈타이어마르크공령도 병합하여 남동쪽으로 영토를 확장했으나, 1246년 헝가리와의 전쟁에서 최후의 군주인 프리드리히 2세(재위 1230∼46)가 전사함으로써 오스트리아는 대공위시대(大空位時代, 1246∼73)를 맞게 되었다.

### 합스부르크

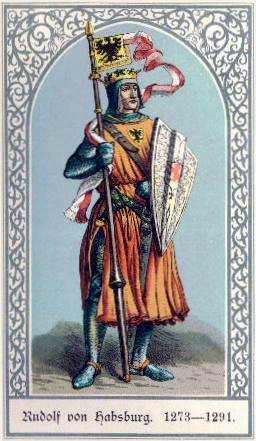
루돌프 1세

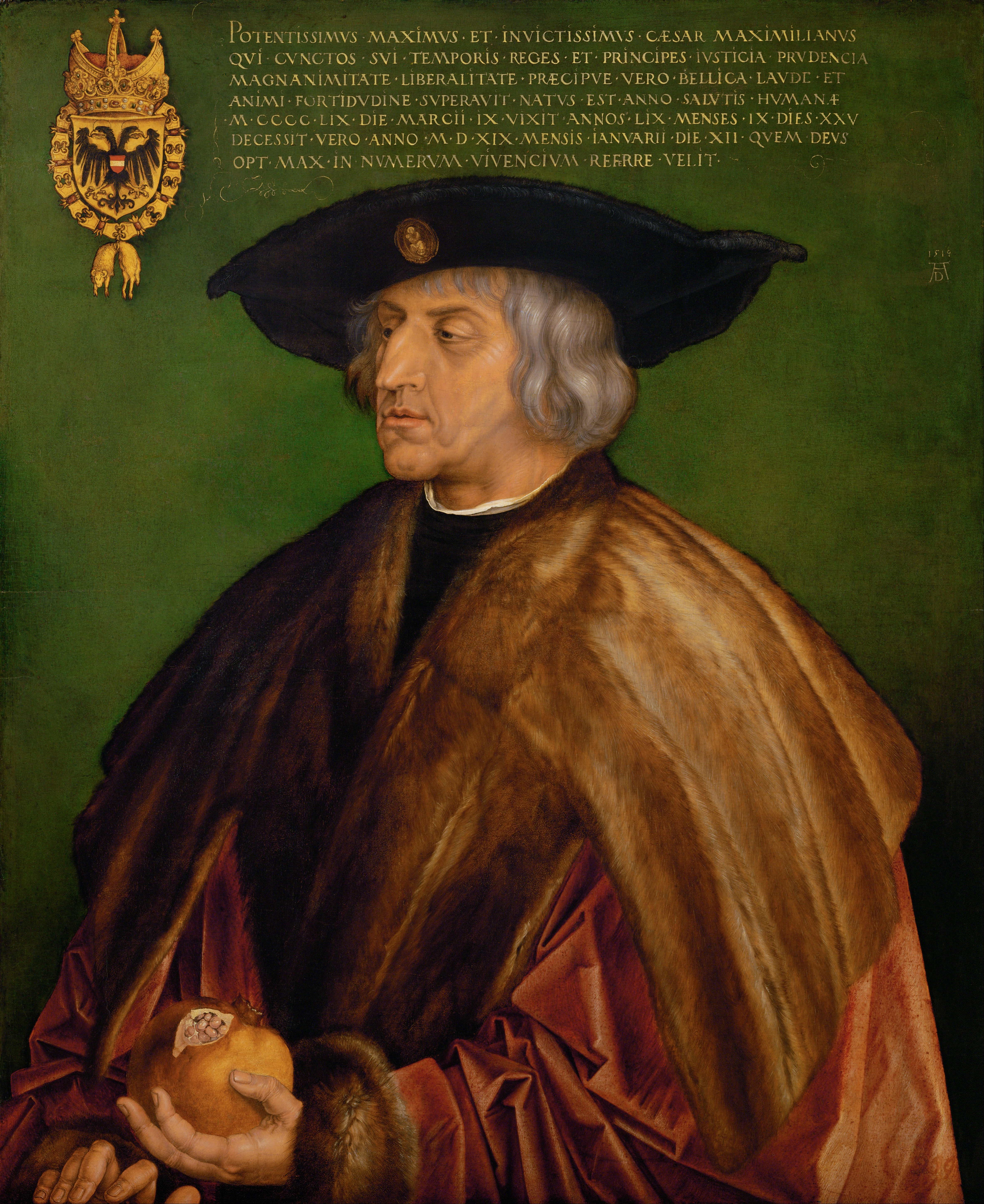
막시밀리안 1세 (뒤러 그림)

주변 지역의 분쟁에 개입함으로써 결과적으로 인접 제후들의 무력개입을 초래했으나, 보헤미아(뵈멘)왕 오타카르 2세는 1251년 빈을 점령하고 아드리아해까지 진출해 동유럽에 강대한 세력을 구축하고, 1256년 독일의 대공위시대(1256∼73)에 때맞추어서 황제위를 요구하였다. 이에 반대한 독일 제후들은 1273년 알자스와 스위스 등지에 기반을 둔 합스부르크 백작 루돌프를 황제로 선출했다. 황제 루돌프 1세(재위 1273∼91)는 제국 영토의 반환을 거부한 오타카르를 1278년에 죽이고 오스트리아를 합스부르크가의 영지로 확보했다. 그러나 제후들은 너무 강대해진 합스부르크가에게 계속해서 황제위를 부여하지는 않았다. 1291년 이래, 특히 14세기에는 오랜 기간에 걸친 스위스 독립 전쟁으로 고초를 겪었을 뿐 아니라, 카를 4세(재위 1347∼78) 밑에서 번영한 룩셈부르크가와도 대립, 1356년 금인칙서(金印勅書)에서도 7선제후(七選帝侯)에서 배제되어, 룩셈부르크 왕조가 후스 전쟁(1419∼36)으로 단절되고 알브레히트 2세가 1438년 즉위한 뒤에야 합스부르크가가 황제위를 독점하게 되었다. 오스트리아는 1453년 대공령으로 승격하였다.

### 막시말리안 1세 (1493-1519): 재통합
막시말리안 1세는 1486년 로마왕에 올랐고 그의 아버지인 프리드리히의 말년에 아버지와 공동 통치를 했다. 1490년 티롤계 합스부르크 가문의 영지를 상속받은 막시말리안 1세는 마침내 1379년부터 분열되어있던 오스트리아 전체를 재통합했다. 그는 1490년 마티아스 1세가 죽자 헝가리 문제에도 관여해야 하는 상황에 봉착했다. 막시말리안은 오스트리아의 잃어버린 영토를 재정복하고, 1491년 프레스부르크 (브라티슬라바) 조약으로 마티아스의 후계자 블라디슬라우스 2세와 평화 조약을 맺었다. 하지만 훗날 분열과 통합이라는 가문의 역사는 다시 반복되고 만다. 한 장소에 길게 머물지 않던 막시말리안은, 어떻게 그의 아버지가 여러 차례 빈에서 포위당했나 절실히 떠올리면서, 부르고뉴와 오스트리아 영지 사이에 있는 그의 불안정한 영지에서 티롤의 인스브루크가 수도로 삼기 안전한 곳임을 알아냈다.
막시말리안은 가문 동맹을 맺는 기술을 더 새롭게 하여 체계적으로 왕조의 전통을 만들기 시작했다. 막시말리안의 아내 마리는 결혼한 지 5년만인 1482년에 죽었다. 그는 그 후 1490년 브르타뉴 여공작 안과 (대리) 결혼했다. 이 결혼은 그 당시 독립국이었던 브르타뉴를 합스부르크 영지에 속하게 할 수 있었으며 프랑스에 있어 도발적이라고 여겨졌다. 프랑스의 샤를 8세는 안과 결혼하여 브리타뉴를 합병하고자 했는데 그는 전부터 막시말리안의 딸인 사부아 공작부인 마르가레트와 약혼을 맺은 상황이라 문제는 더 복잡해졌다. 막시말리안의 아들 미남왕 펠리페 (1478-1506)는 카스티야와 아라곤의 상속녀 후안나와 1496년 결혼했고, 스페인과 이탈리아 영지들 (나폴리, 시칠리아와 사르디나 왕국), 아프리카와 신대륙은 합스부르크 영지가 되었다.
그러나 너 행복한 오스트리아여 결혼하라 (Tu felix Austria nube)라는 표어는 어쩌면 엄격히 현실적이라기보다 더 낭만적이었다. 막시말리안은 그의 목표를 위해서 라면 전쟁을 하는 것을 늦추지 않았다. 1493년 프랑스와 그 일을 해결하고 나서 그는 이내 다시 프랑스와 긴 이탈리아 전쟁 (1494-1559)에 관여하게 된다. 스위스 독립전쟁 역시 프랑스와의 전쟁들 중 하나였다. 1499년 슈바벤 전쟁은 프랑스와 합스부르크 가문간의 투쟁의 마지막 단계였다. 1499년 도르나흐 전투 패배로, 오스트리아는 1499년 바젤 조약으로 스위스의 독립을 인정해야 했다. 스위스 독립은 최종적으로 1648년 베스트팔렌 조약으로 공식 인정된다. 합스부르크 가문이 스위스에서 유래했고, 합스부르크 성이 스위스에 있던 까닭에 이 사실은 중요하게 여겨진다.
국내 정책으로 막시말리안은 1495년 보름즈 회의에서 몇개의 개혁을 단행했다. 거기서 제국대법원 (Reichskammergericht)은 최고 판결소로서 설립되었다. 1495년의 다른 신생 기관으로는 뉘른베르크 제국통치원 (Reichsregiment)이 있다. 이 민주주의로의 첫 도약은 실패했고 1502년 해체되었다. 통합국가 건설 시도는 성공적이지 못했으나, 오스트리아가 다시끔 프리드리히와 막시말리안의 통합 전처럼 3개로 나눠지는 것보다는 나았다. 막시말리안의 계획 자금은 푸거같은 은행가 가문에게 의존하였고, 후에 이 은행가들은 선제후들에게 뇌물을 주어 막시말리안의 손자 카를 (훗날 카를 5세)을 그의 후계자로 선택하게 한다. 막시말리안은 로마 교황에게 가서 신성로마제국 황제 즉위를 하는 오래된 관습에서 벗어났다. 1508년 베네치아의 적의로 로마까지 가지 못하자 막시말리안은 교황 율리오 2세의 승인으로 선출된 로마 황제 (Erwählter Römischer Kaiser)라는 칭호를 가졌다. 그의 아버지 프리드리히는 고로 로마에서 교황에게 왕관을 받은 마지막 황제가 되었다.

### 합스부르크 제국
합스부르크가의 아들들에 대한 분할상속 전통은, 결과적으로는 결혼정책으로 영토를 확장할 수 있었으나 영토분할과 계승권분쟁이 생김으로써 통일국가로 나아가는 데에는 방해가 되었다. 1477년 부르군트공주와 결혼한 황제 막시밀리안 1세(재위 1493~1519)는 1495년 신성 로마 제국의 개혁을 시도하였으나 좌절되었다. 1496년 그의 아들 필립이 스페인 왕녀와, 1515년 그의 손자 페르디난트가 보헤미아-헝가리 왕녀와 결혼했다. 이 결혼정책은 프랑스와의 대립을 장기화시키면서 프랑스와 동맹관계에 있는 오스만 제국와 대립을 가져와 합스부르크가는 동·서로부터 압박을 받게 되었으나, 필립의 장남 카를 5세(재위 1519~1556)가 프랑스 왕과의 전쟁에서 이겨 1519년 신성 로마 제국 황제가 되면서 "합스부르크 세계 제국"이 출현했다.

## 근대

### 종교개혁 시기
종교 개혁의 소용돌이 속에서 이룩한 세계 제국도 1521년 스페인계와 오스트리아계로 분할되었다. 오스트리아의 페르디난트 1세(재위 1556~1564)는 농민전쟁에도 직면했으나 오스만 제국의 북상으로 헝가리왕 라요시 2세(재위 1516~1526)가 1526년 모하치에서 죽자, 보헤미아·헝가리 두 왕국을 계승하였다. 그러나, 1529년 빈을 포위당해 겨우 격퇴하고 1531년 독일왕이 되었으며 헝가리에서는 얼마 되지 않는 북서부를 지배했을 뿐이었다. 페르디난트 1세는 1555년 아우크스부르크 화의(和議) 뒤 1556년 카를 5세로부터 제위를 승계받았으나 종교 쟁의에는 간섭할 수 없었다. 합스부르크가의 내분 뒤 페르디난트 2세(신성로마황제, 재위 1619~1637)가 1617년 보헤미아왕이 되어 반종교개혁을 강행하자, 1618년 30년 전쟁(1618~1648)이 일어났다.

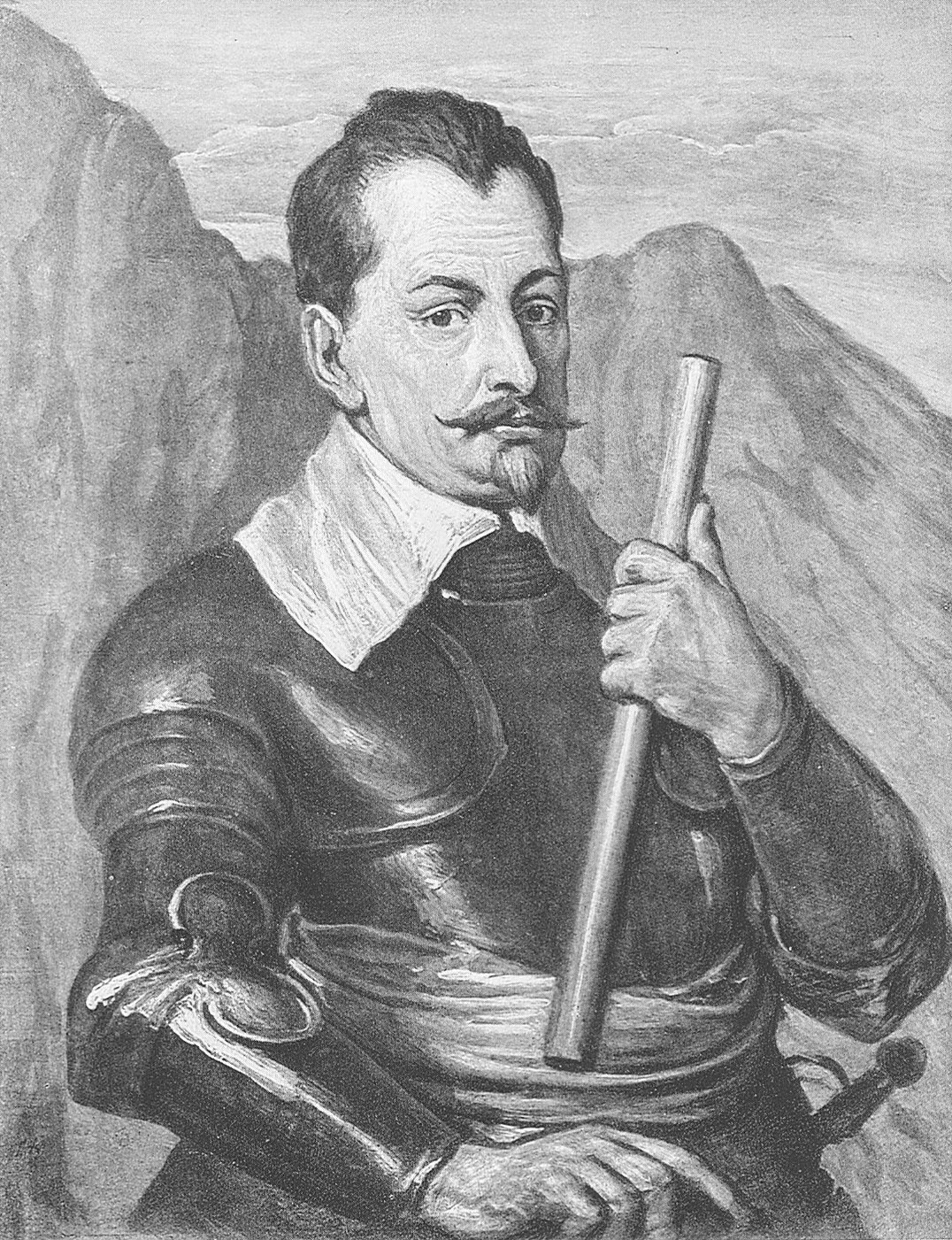
30년 전쟁 때 개신교 군들에 맞서기 위해 기용된 알브레히트 폰 발렌슈타인

### 30년 전쟁
30년 전쟁은 단순히 개신교와 로마 가톨릭간에 벌어진 종교전쟁이 아니라 자본주의 탄생의 태동이기도 하였으며 체코 민족주의의 시작이기도 하였다. 열강의 간섭 속에서 오스트리아의 군주들은 개신교에 대항한 반종교개혁을 통해 농노제를 다시 확립하였고, 서방에서는 영국과 결탁해 루이 14세의 침략을 막았으며, 동방에서는 1683년 오스만 제국의 빈 포위를 반격하여 헝가리 전토를 확보하였다. 권력 집중을 도모하고 영토 통합을 꾀하였으며, 산업 육성·농민 보호에 힘썼으나 스페인 왕위 계승 전쟁에서는 해외 진출을 단념하고 스페인왕위를 포기하였으며, 네덜란드와 이탈리아에 영토를 확보하였다. 오스트리아 계승 전쟁(1740~1748)에서는 프로이센에게 슐레지엔을 빼앗겼으나 영토분할을 막기 위한 프라그마티셰 장크치온이 인정되어, 마리아 테레지아(재위 1740~1780)에게 상속시켰다.

### 프랑스 혁명
1756년 프랑스와의 동맹에 성공했으나 7년 전쟁(1756~1763)에서도 슐레지엔을 수복하지 못했고, 오히려 헝가리 귀족과 타협해 동방에서의 제정 러시아의 진출과 독일에서의 프로이센 왕국의 발흥을 도운 셈이 되었다. 전중·전후의 부흥을 위해 행정·재정을 중심으로 개혁을 추진, 요제프 2세(재위 1765~1790) 치하인 1781년 ＜농노 해방령＞과 ＜관용령＞을 발포했다. 그러나 1789년 프랑스 혁명이 일어나고 1790년 요제프 2세의 죽음으로 개혁정책도 좌절되었다.

### 나폴레옹
나폴레옹 보나파르트의 등장에 직면한 합스부르크가는 영토를 유지하기 위하여 나폴레옹이 대관하기에 앞서서 1804년 오스트리아 제국을 건국했으나, 슬라프코프에서 참패한 1806년 신성 로마 제국을 해체하고 황제 자리에서 물러났다. 메테르니히는 1810년 황녀 마리아 루이자와 나폴레옹의 결혼을 추진하는 유화정책을 취했으나, 나폴레옹이 몰락하자 교묘히 해방전쟁의 주도권을 장악하여 빈 회의(1814∼1815)를 주최하고, 복고·정통·연대를 기조로 반동체제를 국내적·국제적으로 확립해 자유의 움직임을 탄압했다.

### 비더마이어 시대 (1815-1848)
메테르니히 공 (Fürst). 토마스 로렌스 작. 1820년 경.
메테르니히 치하, 1815년부터 1848년까지 오스트리아 제국은 검열과 경찰 국가 체제로 들어섰다. 이 시대는 비더마이어(Biedermaier) 혹은 포르매르츠 (Vormärz)시대라 불리며, 후자는 1848년 3월 혁명 전까지의 시대를 일컫는다. 1823년, 오스트리아 황제는 5명의 로스차일드 (Rothschild) 형제를 남작으로 봉했다. 런던의 내이선 매이어 로스차일드 (Nathan Mayer Rothschild)는 작위를 받지 않기로 했다. 로스차일드 가문은 유럽 주요 국가에서 은행가로 유명해졌다. 메테르니히는 자유주의자들의 입헌 개혁 요구를 단호하게 막았다. 정부는 관습법과 제국칙령 (Hofkanzleifekrete)에 의해 존재했다. 하지만 자유주의와 국가주의, 두 이념의 대두로 결국 1848년 혁명은 일어났다. 메테르니히와 정신적으로 문제있던 황제 페르디난트 1세는 각각 사임, 퇴위해야 했고 제위는 황제의 어린 조카, 프란츠 요제프에게 넘어갔다.

### 시민계급의 성장

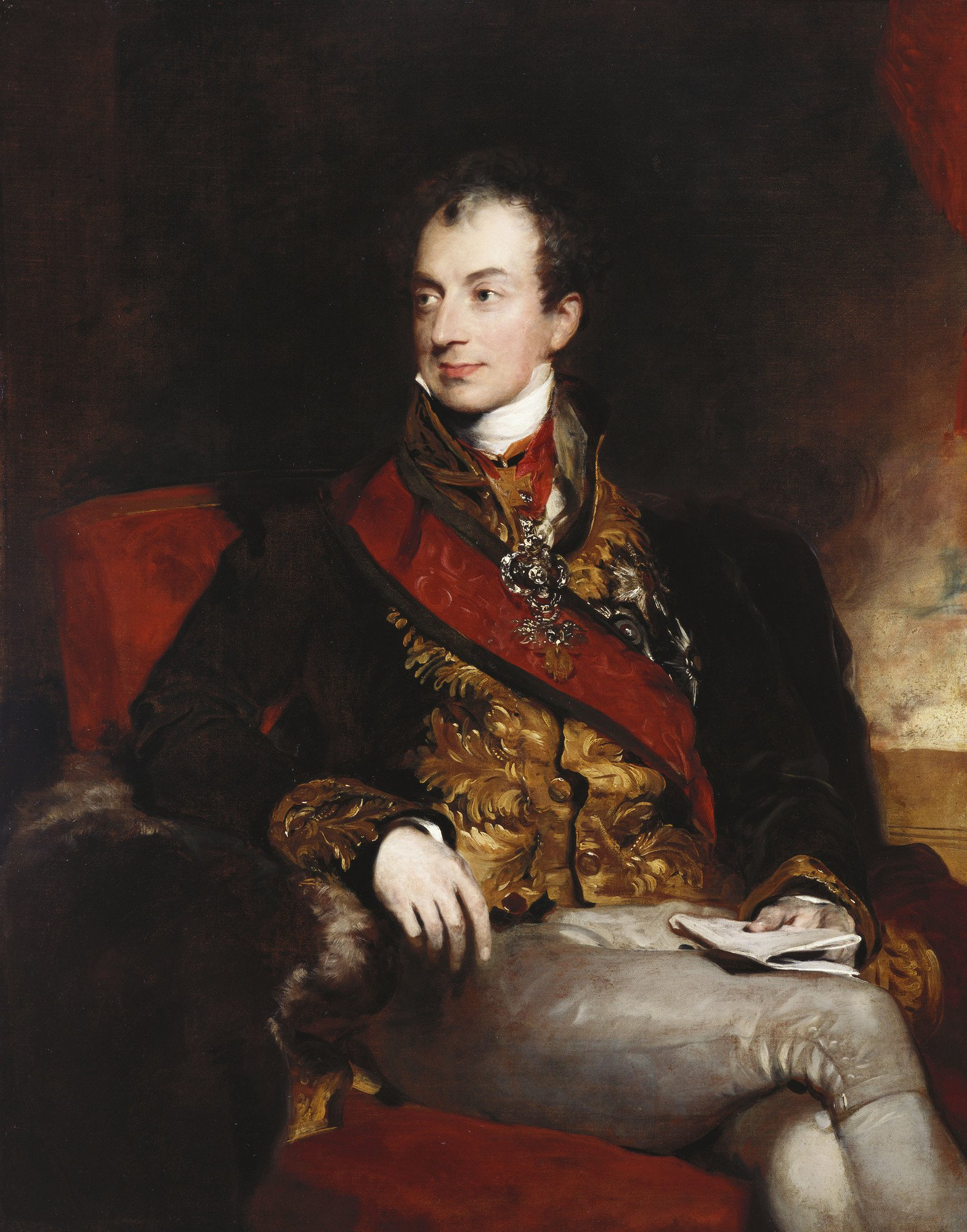
클레멘스 폰 메테르니히

메테르니히 체제 아래에서도 산업성장에 따라 시민의 힘이 강해졌다. 1848년 프랑스 2월 혁명의 영향으로 빈 등지에서 3월 혁명이 일어나 메테르니히는 망명했다. 혁명의 전면에 하층시민이 부상하자 산업시민층은 혁명에서 후퇴해 10월 말 반혁명의 승리로 끝나고, 1851년 이후로는 신 절대주의의 A. 바흐 체제가 되었다. 혁명 뒤에는 농민해방을 정착시키면서 산업 근대화를 추진시켰기 때문에 산업 혁명이 전개되면서 자본주의가 발전하기 시작했다. 영토의 기반을 동·중앙유럽에 두었기 때문에 전형적인 다민족국가가 되었고 혁명은 여러 민족의 독립운동을 표면화시켰다. 헝가리 토지귀족의 독립운동은 러시아 군대의 원조로 1849년 진압되었으나, 체코의 오스트리아-슬라브주의는 슬라브 여러 민족에 영향을 주었다. 크림 전쟁에서의 외교적 실패와 고립화 속에서 이탈리아의 민족주의 운동은 1859년 독립 전쟁으로까지 고조되었고, 그 패전으로 바흐체제는 붕괴되었다.

### 오스트리아-헝가리제국

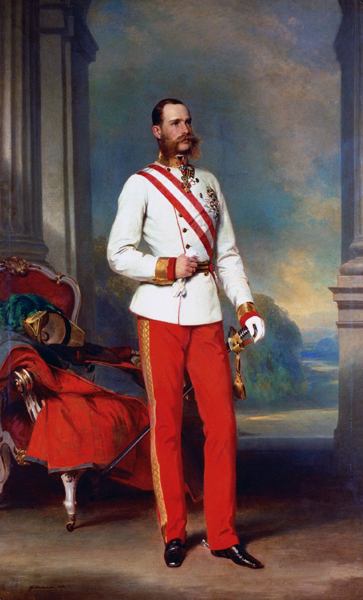
프란츠 요제프 1세

위기에 직면한 오스트리아는 여러 민족의 요구를 참작, 1860년 연방주의적인 10월 칙서(Oktoberdiplom)를, 1861년에 2원제의회를 인정하는 2월헌법(Februar-Patent)을 반포하여 부르주아적 권력의 강화를 시도했지만 1866년 프로이센-오스트리아 전쟁에서 완패하자 헝가리 토지귀족과 제휴, 그 왕국을 인정해 1867년 오스트리아-헝가리 제국을 성립시켰다.
이 노선은 반발하는 슬라브 여러 민족의 요구를 억압하고 1873년 공황을 거쳐 1879년 독일-오스트리아 동맹에 이르게 되었다. 그러나 민족주의운동의 고조와 함께 노동운동도 성장하였다. 이 해에 ＜모든 민족과 정당을 대표하는 황제내각＞이 성립되자, 이로 인한 독일인과 체코인의 민족적 대립을 완화시키기 위하여 보헤미아에서는 ＜언어령(Sprachenverordnung)＞이 되풀이되었지만 대립은 일상생활로까지 번져 격화를 거듭하였다. 1888년 결성된 오스트리아 사회민주당은 1907년 보통선거제를 획득했음에도 불구하고, 1909년 민족별로 분열되자 민족주의가 고양되어 혼란에 말려들었다.

### 19세기 오스트리아의 예술
빈에 위치한 분리파 전시관. 분리파 작품의 전시를 위해 1897년 요제프 마리아 올브리히가 설계.
빈 회의 (Wiener Kongress)부터 1848년 혁명까지 19세기 초 오스트리아는 억압적인 국내 상황에 대응해 예술로의 관심이 폭발한 얼마 간의 비더마이어 (Biedermeier) 시대로 특징된다. 프란츠 요제프 황제 (1848-1916)의 즉위를 시작으로 벨 에포크 (Belle Époque) 양식이 전형적인, 크고 기념비적인 건축물들로 대표되는 빈 링슈트라세 건축 (공식적으로 1865년 5월 1일부터 7년간)의 웅장한 새 시대가 왔다.
이 시대의 건축가들은 하인리히 페어스텔 (Heinrich Ferstel)(주요 건축물 : Votivkirche, Museum für angewandte Kunst Wien), 프리드 폰 슈미트 (Friedrich von Schmidt) (Rathaus), 테오필 한젠 (Theophil Hansen) (Parliament), 고트프리드 젬퍼 (Gottfried Semper) (Kunsthistorisches Museum, Kunsthistorisches Museum, Burgtheater), 에두아르트 판 데어 뉠 (Eduard van der Nüll) (Opera)과 아우구스트 지카르드즈부르크(August Sicardsburg) (Opera)가 있다.
1897년은 빈 분리파 (Wiener Secession) 혹은 (Vereinigung Bildender Künstler Österreichs)로 알려진 유파의 첫 회장이 된 구스타프 클림트가 주축이 되어 오스트리아 예술가 협회 (Gesellschaft bildender Künstler Österreichs) 로부터 예술가 그룹이 분리 선언한 해였다. 이 사조는 베를린과 뮌헨의 유사한 사조에 따라 전 조직의 역사주의와 보수주의에 맞선 항의였다. 부분적으로 이것은 초기 링슈트라세 시대에 나타났던 과잉에 대한 반항이었으며 비더마이어의 상대적인 간결함에 대한 회귀의 동경이었다. 분리파는 또한 1897년 지어진 분리파 전시관 (Wiener Secessionsgebaüde)라는 건물에서 모이기 시작했는데 1898년부터 그곳에서 그들의 전시회를 열었다. 분리파에 속한 요제프 호프만과 콜로만 모저는 응용 예술의 발전을 촉진하고자 1903년 빈 예술 수공예 작업장 (Wiener Werkstätte)를 조직했다. 분리파가 클림트와 다른 예술가들이 타협할 수 없는 예술 추구의 차이로 인해 떠난 1905년 분열되었다고 여겨지나 분리파 자체는 2차 세계대전이 발발한 1939년까지 지속되었다.
건축에서 이 시절은 유겐트슈틸 (Jugendstil, Art Nouveau)과, 아름다운 건물 장식으로 알려진 오토 바그너 (Ottoo Wagner; 주요 건축물 Kirche am Steinhof)와 절제된 건축을 대표하는 아돌프 루스 (Adolf Loos)의 대비되는 건축의 시대였다. 아르 누보와 모던 양식은 상대적으로 다른 나라에 비해서 늦게 1900년 경 오스트리아에 들어왔고 그 양식은 다른 유럽 도시들에서 먼저 벌어진 그 양식들과 구별되었다.
이 시대의 두드러진 문필 중 하나는 수필가이자 풍자가인 칼 크라우스 (Karl Kraus)이며 1899년 창립한 신문 '횃불' (Die Fackel)로 유명하다.
음악계에서는 요한 슈트라우스 (Johan Strauss)와 그 가문이 전반적으로 그 시절 빈을 평정했으며, 프란츠 슈베르트 (Franz Schbert), 루트비히 판 베토벤 (Ludwig van Beethoven), 안톤 브루크너 (Anton Bruckner), 요하네스 브람스 (Johannes Brahms), 아르놀트 쇤베르크 (Arnold Schoenberg) 프란츠 레하르 (Franz Lehár)와 구스타프 말러 (Gustav Mahler) 역시 있었다.
20세기가 시작할 무렵 (세기말 Fin de siècle), 전위예술 (avant-garde)은 종종 빈 사회에 충격을 주며 전통적 가치와 도전하기 시작했다. 아르튀어 슈니츨러의 희곡 '레이겐' (Reigen)이나 클림트의 그림, 쇤베르크의 음악, 안톤 베벤 (Anton Webern)과 알반 베르크 (Alban Beeg) 그리고 2차 빈 악파 (Zweite Wiener Schule) 등이 그 예시이다.

### 세계 대전

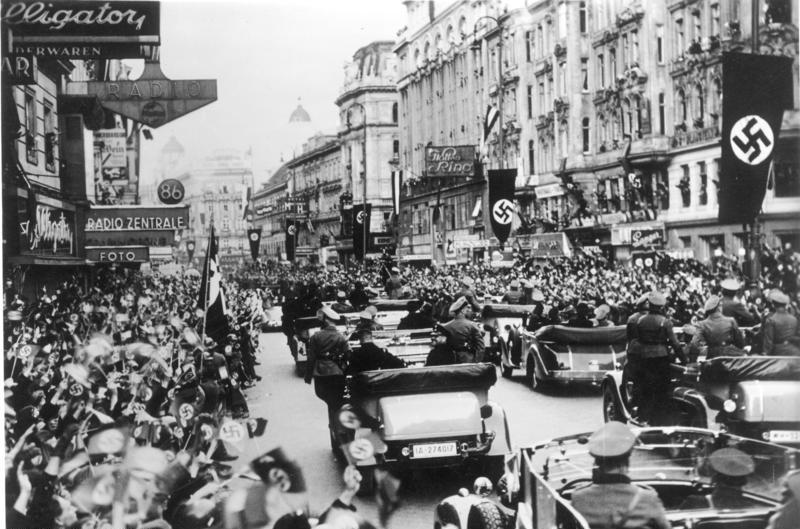
독일의 오스트리아 병합 후, 빈 시내로 들어오는 독일군들

20세기 초, 오스트리아-헝가리 제국은 발칸반도로의 진출을 꾀했다. 이로 인해 범슬라브주의와 대립되었고, 1914년 사라예보 사건을 계기로 세르비아에 선전포고함으로써, 제1차 세계 대전이 발발했다.
전쟁이 장기화 되면서 1918년, 제1차 세계대전의 패배로 오스트리아-헝가리 제국은 해체되고, 1918년 오스트리아 사회민주당 주도로 독일계 오스트리아 공화국이 성립되어 국민의회 결의에도 ＜독일계 오스트리아는 독일공화국의 한 구성요소＞라고 명기되었으나 이 합병은 전승국들의 승인을 받지 못했다. 특히, 산업이 앞선 보헤미아의 상실, 전후 경제혼란과 1929년 대공황에 따라 기독교 사회당이 대두하였다.
이러한 내부상황은 상당히 혼란스러웠으며, 1932년 엥겔베르트 돌푸스 내각은 사회당, 공산당과 더불어 합병을 주장하는 나치를 탄압했다. 독일 민족주의자들은 나치에 가담해 1938년 오스트리아 병합을 단행하고, 1939년 나치 독일이 폴란드에 선전포고 함으로써 제2차 세계대전이 터지게 되었고, 나치 독일에 병합된 오스트리아 역시 2차 세계대전에 참전하게 되었다.

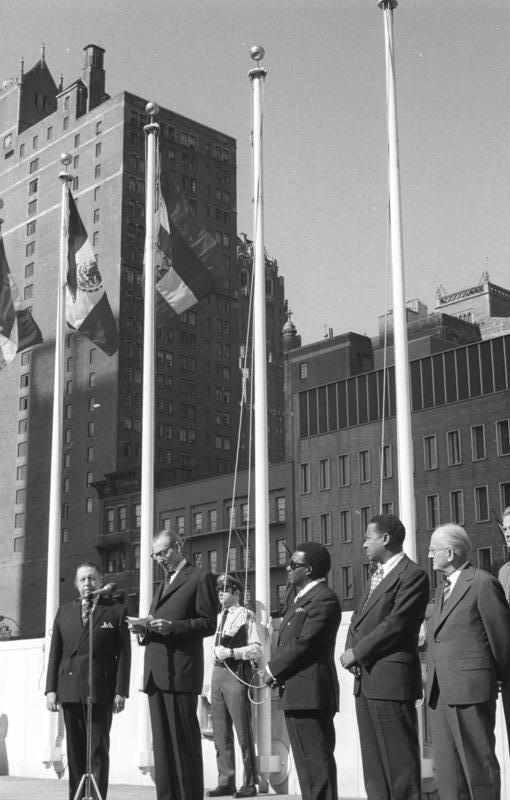
쿠르트 발트하임 유엔 사무총장(축사를 읽고 있는 이). 후에 오스트리아의 대통령(1986~92)을 지냈다.

## 현대

### 연합국의 점령과 제2공화국
제2차 세계 대전에서도 패전국이 되었으며 끝난 직후인 1945년 미국과 소비에트 연방의 점령 하에서 오스트리아 사회 민주당의 카를 레너(독일어: Karl Renner)를 대통령으로 하는 사회민주당, 오스트리아 기독교 사회당, 그리고 연합정부로 임시정부를 구성하여 오스트리아 제2공화국이 수립되었다.
연합정부는 제1차 세계대전 직후의 정부가 외부의 압력에 의해 수립되었던 것과는 달리 국민들의 자발적인 의지에 의해 성립되었다. 1945년 3월 빈에 소비에트 연방군이 진주하였고, 전후 미국·영국·프랑스·소련 4개국 점령 아래 유럽에 대한 경제원조로 공산주의의 확대를 막고자 한 경제지원책인 마셜 플랜을 받아들였으며, 4개국회의를 거쳐 1955년 오스트리아 국가 조약으로 자유영세중립국으로 주권이 회복되어 오늘에 이르고 있다.
오스트리아는 1955년 영세 중립을 전제로 하여 점령군이 철수하였고, 그 해 12월 유엔에 가입하였다. 유럽 연합에는 1995년에 가입하였으며 2002년부터 유로를 사용하였다.